# Otto Victor I. von Schönburg

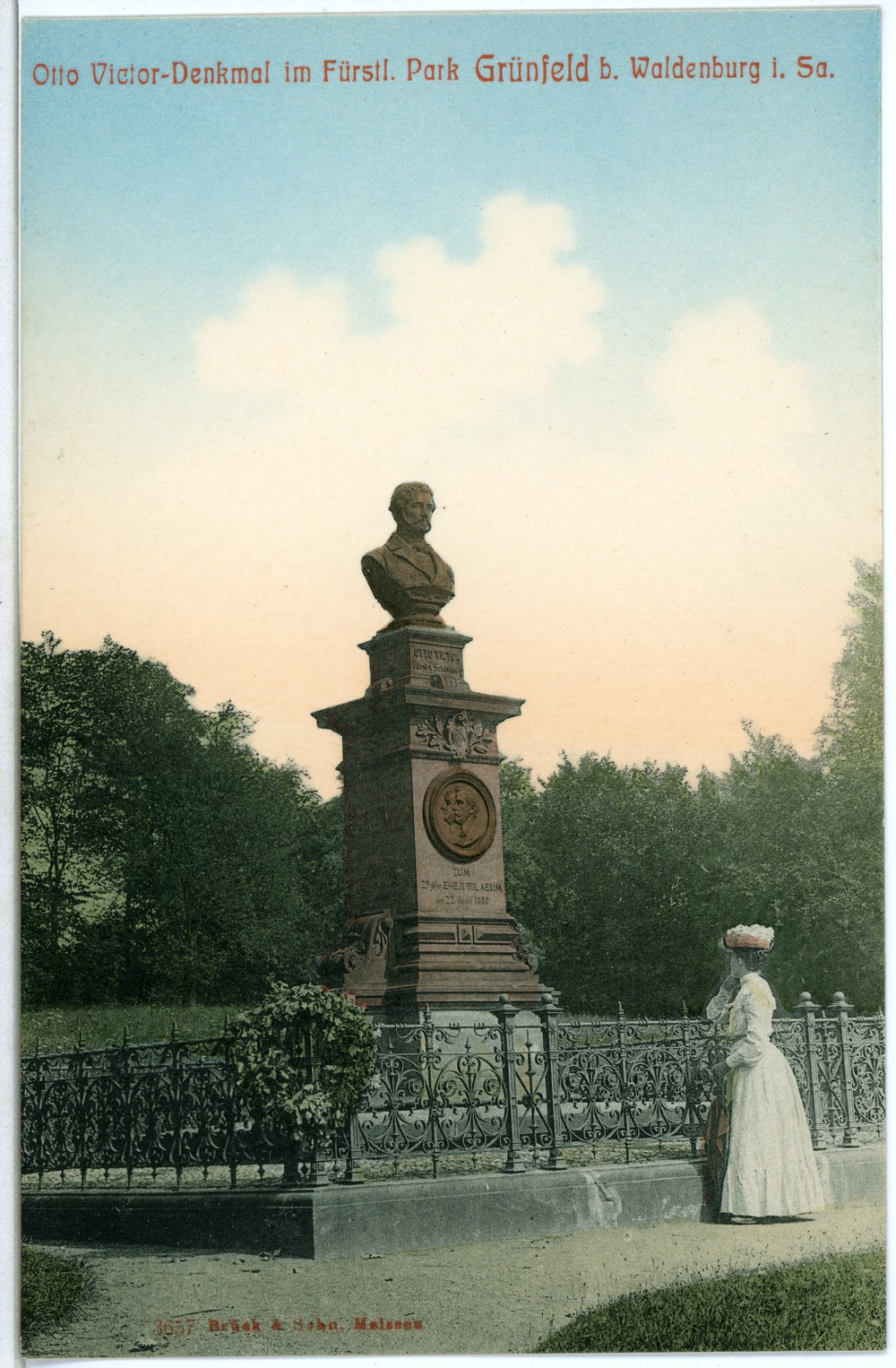
Otto-Victor-Denkmal im fürstlichen Park Grünfeld (1903)

Otto Victor I. von Schönburg-Waldenburg (* 1. März 1785 in Waldenburg (Sachsen); † 16. Februar 1859 in Leipzig) war Mitglied im Sächsischen Landtag und seit 1800 Fürst von Schönburg.

## Leben
Der Sohn des Fürstes Otto Carl Friedrich von Schönburg-Waldenburg (1758–1800) und dessen Ehefrau Henriette, geborene Gräfin Reuß zu Köstritz (1755–1829) war 1800 noch minderjährig, daher übernahm ein Vormund die Verwaltung der Schönburgischen Besitzungen. 1806 übernahm Otto Victor die Herrschaft, zuvor hatte er kurzzeitig freiwillig in der österreichischen Armee gedient und sich 1805 am Feldzug gegen Frankreich beteiligt.
Da die Primogenitur seines Vaters nicht landesherrlich bestätigt worden war, musste er von 1811 bis 1813 einen Rechtsstreit mit seinen drei nachgeborenen Brüdern führen. In einem Vergleich verzichtete er daher 1813 auf die Herrschaften Stein und Hartenstein, behielt dafür die wirtschaftlich deutlich lukrativeren Herrschaften Lichtenstein, Remse und Waldenburg. Da 1840 und 1846 zwei Brüder kinderlos starben, wurde Otto Victor Mitbesitzer der zwei 1813 abgegebenen Herrschaften.
Am 13. November 1813 trat er als Oberst beim Husarenregiment in die Sächsische Armee und kämpfte im Korps des Herzogs von Weimar 1813/14 im Feldzug in den Niederlanden. Mit dem gleichen Dienstgrad erfolgte am 12. April 1815 seine Anstellung in der Preußischen Armee, wo man Otto Victor dem Hauptquartier des Fürsten Blücher zuteilte. Im Feldzug von 1815 konnte er sich bei Ligny sowie Belle Alliance auszeichnen und erhielt das Eiserne Kreuz II. Klasse, nachdem er in der Schlacht von Waterloo eine Fußverletzung erlitten hatte. Für seine Verdienste wurde Otto Victor am 30. März 1817 durch Friedrich Wilhelm III. zum Generalmajor befördert und schied kurze Zeit darauf am 7. April 1817 auf eigenen Wunsch aus dem Militärdienst.
Danach beschäftigte sich Otto Victor vor allem mit Innenpolitik im Königreich Sachsen. So war er maßgeblich an der Erstellung der Sächsischen Verfassung von 1831 beteiligt, auch war er Mitglied der Ersten Kammer des Landtages.
Trotz seiner politischen Bemühungen konnte er den Erläuterungsrezess vom 9. Oktober 1835 nicht verhindern, der die nach den Rezessen von 1740 den Schönburgern verbliebenen landesherrschaftlichen Rechte weiter beschnitt.
Im Jahre 1816 kaufte Otto Victor die böhmische Herrschaft Hlubosch von einem Wiener Hofsattler, der sie in einer Lotterie gewonnen hatte. 1826 veräußerte er die Herrschaft an seine Schwägerin Louise Fürstin zu Schönburg-Hartenstein.
1840 erwarb er von der Leipziger Apothekerfamilie Linck eine bedeutende Sammlung von Kunstwerken und Naturalien, die als bürgerliche Kunst- und Wunderkammer zwischen 1670 und ca. 1800 zusammengetragen worden war. Das Kabinett ist in einem eigens für diesen Zweck 1844 errichteten Museumsgebäude untergebracht und heute noch als Naturalienkabinett Waldenburg zugänglich.
Obwohl er während seiner Herrschaftszeit zahlreiche Reformen und Verbesserungen durchführte, erregte sein autokratischer Regierungsstil den Unmut der Bevölkerung. Infolgedessen wurde während der Deutschen Revolution am 5. April 1848 das Schloss Waldenburg niedergebrannt. 1852 würdigte ihn König Friedrich Wilhelm IV. mit dem Adler der Großkomture des Königlichen Hausordens von Hohenzollern.

### Familie
Aus seiner Ehe mit Prinzessin Thekla von Schwarzburg-Rudolstadt (1795–1861), Tochter des Fürsten Ludwig Friedrich II. von Schwarzburg-Rudolstadt, gingen neun Kinder hervor:
- Karoline Henriette Marie Luise (1818–1829)
- Otto Friedrich (1819–1893), 3. Fürst von Schönburg
- Ida (1821–1895)

⚭ Gustav Viktor Otto Graf von Wartensleben (1836–1900)
- Hugo (1822–1897), preußischer General der Infanterie, Kommandator des Johanniterordens
- Emma (1824–1839)
- Mathilde (1827–1914)

⚭ Adolf von Schwarzburg-Rudolstadt (1801–1875), Feldmarschallleutnant
- Georg (1828–1900), sächsischer General der Kavallerie, Generaladjutant des Königs von Sachsen
- Ottilie (1830–1880)

⚭ Richard Clemens Graf von Schönburg-Hinterglauchau (1829–1900)
- Karl Ernst (1836–1915), Herr auf Gauernitz und Schwarzenbach, Rechtsritter des Johanniterordens